# Кексон
Кексон (фр. Caixon) насеље је и општина у јужној Француској у региону Миди Пирене, у департману Горњи Пиринеји која припада префектури Тарб.
По подацима из 2011. године у општини је живело 404 становника, а густина насељености је износила 47,25 становника/km². Општина се простире на површини од 8,55 km². Налази се на средњој надморској висини од 204 метара (максималној 317 m, а минималној 192 m).

## Демографија
| 1962. | 1968. | 1975. | 1982. | 1990. | 1999. | 2011. |
| ----- | ----- | ----- | ----- | ----- | ----- | ----- |
| 353   | 356   | 342   | 304   | 350   | 377   | 404   |

График промене броја становника у току последњих година